# Trichomachimus tenuis
Trichomachimus tenuis är en tvåvingeart som beskrevs av Shi 1992. Trichomachimus tenuis ingår i släktet Trichomachimus och familjen rovflugor. Inga underarter finns listade i Catalogue of Life.